# Гуго III д’Уази
Гуго (Юг) III д’Уази или Гуйо Уазийский фр. Hugues III d'Oisy; ок. 1140 — 29 августа 1189) — сеньор Уази и Кревкёра, шателен Камбре, виконт Мо, трувер, старший сын Симона д’Уази (1115—1171) и Ады де Вермандуа.

## Биография
В 1163 году Гуго Уазский женился на Гертруде Лотарингской (ок. 1135 — 1182), одной из дочерей графа Фландрии Тьерри Эльзасского, первый брак которой с графом Гумбертом Савойским был аннулирован. Брак между Гертрудой Лотарингской и Гуго д’Уази сперва заключался с целью примирения семей, однако вскоре умерли братья Гертруды, Матье, граф Булонский (в 1173 году) и Пьер, граф Неверский (в 1176 году), что позволило Гуго д’Уази и Гетруде, старшей из сестёр, стать первыми претендентами на Фландрию, в случае, если старший брат Гертруды Филипп умрёт, не оставив наследников, как это и случилось позднее.
В 1170 году Гуго д’Уази унаследовал земли и титулы своего отца, Симона д’Уази. После смерти в 1176 году Пьера, графа Неверского, остро встал вопрос о наследовании графства Фландрского. Младшая сестра Гертруды, Маргарита Эльзасская и её муж Бодуэн де Эно оспорили права Гертруды на Фландрию, сомневаясь в законности развода и второго брака сестры. В 1177 году Гертруда ушла в монастырь в Мессине, после чего наследницей Филиппа Эльзасского стала Маргарита. После смерти Пьера в 1176 году также встал вопрос о том, кому достанется аббатство Камбре. Бодуэн де Эно хотел передать его своему кузену, Жану де Торси, однако Гуго д’Уази убедил графа Фландрского передать аббатство своему брату, Пьеру д’Уази.
В 1180-х отношения Филиппа Эльзасского с королём Франции серьёзно осложнились. В процессе подготовки к Третьему крестовому походу Филипп II Август объявил специальный налог — «Саладинову десятину», уплачивать который должны были даже представители духовенства. Этот налог вызвал возмущение дворянства, тем более возросшее после того как собранные средства пошли на борьбу Филиппа II Августа с королём Англии Генрихом II Плантагенетом. Граф Фландрии Филипп выступил против короля Франции, отказавшись платить эти подати. Ещё одной причиной франко-фландрского конфликта послужили претензии короля Франции на графство Вермандуа. В этом конфликте Бодуэн де Эно поддержал короля Франции, а Гуго д’Уази принял сторону графа Фландрского.
В 1182 году Гертруда Эльзасская умерла, и уже через год, в 1183 году, Гуго д’Уази женился вторично — на Маргарите де Блуа (ок. 1170 — 1230), дочери Тибо V Доброго, графа Блуа и Шартра, и Алисы, дочери короля Франции Людовика VII. В этом браке родилась дочь, умершая во младенчестве.
Гуго д’Уази умер 29 августа 1189 года, и Маргарита д’Уази принесла вассальную присягу графу Фландрскому от имени своих владений в графстве Артуа. Поскольку брак оказался бездетным, то наследником сеньорий Уази и Кревкёр стал Жан де Монмирайль, сын Хильдегарды, сестры Гуго д’Уази.

## Творчество
О творчестве Гуго д’Уази как трувера известно мало. На основании имеющихся данных исследователи делают вывод о том, что он был смел, умен, сатиричен и, несомненно, талантлив. Его стихи настолько самоуверенны, насколько может это себе позволить человек богатый и знатный. Известно, что Гуго Уазский был учителем другого знаменитого трувера Конона де Бетюна. Как пишет об этом сам Конон де Бетюн:

Коль не по нраву песнь, пусть в сей связи

Пеняют мастеру из Уази,

Что смладу дал мне песни в обладанье.
До наших дней дошло всего два произведения Гуго д’Уази, это песня «Maugre tous sains et maugre Dieu aissi…» (Всем вопреки святым и Божеству…) и лирическое лэ «Le Tournoi des Dames» (Турнир Дам).

### Турнир Дам
Поэма «Le Tournoi des Dames» (Турнир Дам) написана в период между 1183 и 1188 годами. В ней Уази рассказывает о дамах, которые собрались в замке Ланьи близ замка Торси на берегу реки Марны, чтобы биться на турнире и испытать опасности, которых избегают их возлюбленные. Это лэ посвящено описанию турнира. Гуго Уази называет имена некоторых дам, очевидно наиболее знатных и доблестных. Это Маргарита д’Уази — вторая жена автора поэмы, графиня Шампанская, дамы де Креспи, де Клермонт, де Куси, сенешалесса Иоланда, Аделаида де Нантуи, Алекс д’Огийон, Мариза де Жюли, Алекс де Монфор, Изабелла д’Онэ и др. Он также упоминает боевые кличи фамилий, к которым принадлежали сражающиеся дамы.

### Всем вопреки святым и Божеству…
Песня «Maugre tous sains et maugre Dieu aissi…» (Всем вопреки святым и Божеству…) была написана в 1189 году, она обращена к Конону де Бетюну, который преждевременно вернулся из крестового похода. Гуго Уазский обвиняет своего ученика в трусости, в тексте содержатся аллюзии на героическую песню Бетюна «Не время, видно, песни петь…». Вспоминает Уази и короля Франции Филиппа II Августа в строке «…И короля предателем зову», намекая, по всей видимости, на то, что поглощённый распрями с Генрихом II Плантагенетом, король Франции не спешит отправляться в Святую землю.

## Комментарии
1. ↑  В средневековой Франции и Фландрии шателен (Châtelain) — это наследственный титул, в руках носителя которого была сосредоточена гражданская и военная власть, впоследствии ограниченная[3]